# Dupree
Dupree és una població dels Estats Units a l'estat de Dakota del Sud. Segons el cens del 2000 tenia 434 habitants.

## Demografia
Segons el cens del 2000, Dupree tenia 434 habitants, 146 habitatges, i 108 famílies. La densitat de població era de 418,9 habitants per km².
Dels 146 habitatges en un 39% hi vivien nens de menys de 18 anys, en un 39,7% hi vivien parelles casades, en un 26% dones solteres, i en un 26% no eren unitats familiars. En el 24% dels habitatges hi vivien persones soles el 6,2% de les quals corresponia a persones de 65 anys o més que vivien soles. El nombre mitjà de persones vivint en cada habitatge era de 2,97 i el nombre mitjà de persones que vivien en cada família era de 3,48.
Per edats la població es repartia de la següent manera: un 37,1% tenia menys de 18 anys, un 9,4% entre 18 i 24, un 24,7% entre 25 i 44, un 20% de 45 a 60 i un 8,8% 65 anys o més.
L'edat mediana era de 28 anys. Per cada 100 dones de 18 o més anys hi havia 79,6 homes.
La renda mediana per habitatge era de 22.250 $ i la renda mediana per família de 20.781 $. Els homes tenien una renda mediana de 21.667 $ mentre que les dones 14.875 $. La renda per capita de la població era de 8.206 $. Entorn del 41,9% de les famílies i el 52,1% de la població estaven per davall del llindar de pobresa.

## Poblacions més properes
El següent diagrama mostra les poblacions més properes.